# Deutsche Futsal-Meisterschaft der Junioren
Die Deutsche Futsal-Meisterschaft der Junioren ist die offizielle Deutsche Futsal-Meisterschaft in den Altersklassen der A-, B- & C-Jugend. Das Turnier wurde 2007 erstmals bei den C-Junioren ausgetragen und seit 2018 auch bei den A-Junioren. Der erste Sieger war der Karlsruher SC. Das Turnier wird von DFB-Schiedsrichtern nach Futsal-Spielregeln geleitet, lediglich die Spielzeit ist verkürzt. Es ist der wichtigste Titel im deutschen Futsal bei den A-, B- und C-Junioren.

## Geschichte
Von 2007 bis 2013 an wurde das Turnier wurde das Turnier in Bergkamen ausgetragen. Ab 2014 wurde das Turnier auch auf die B-Junioren ausgeweitet und von da an wurde das gemeinsame Turnier im Sportzentrum West in Gevelsberg ausgetragen. Ab 2018 wurde das Turnier ebenfalls bei den A-Junioren ausgetragen, der Austragungsort änderte sich dabei nicht. Während der Corona-Pandemie musste das Turnier eine Zwangspause einlegen und wurde ab 2023 wieder ausgetragen. Ab 2023 wurde das Turnier in der Sportschule Wedau ausgetragen, dabei kamen die Futsal und die Mehrzweckhalle der Sportschule zum Einsatz, alle Spiele wurden im Livestream auf DFBtv und YouTube übertragen. Für die Saison 2024/25 sicherte sich Sportdeutschland.TV die Verwertungsrechte der DFB-Submarken Futsal und Beachsoccer, somit wurden auch die deutschen Meisterschaften der Junioren auf Sportdeutschland.TV übertragen.

## Modus
Der Modus ab 2023 läuft wie folgt ab: Die A-Junioren treten dabei in zwei Dreiergruppen an. Bei den B- und C-Junioren wird in zwei Gruppen bestehend aus jeweils vier Teams gespielt. In jeder Gruppe der drei Altersklassen spielt jede Mannschaft einmal gegen jeden der zwei bzw. drei Gruppengegner.

## Sieger im Überblick

### A-Junioren
Der Wettbewerb wird seit 2018 ausgespielt.
- 2018: VfB Eppingen – TSV Hertha Walheim 3:2 n.S. (0:0)
- 2019: FC Deisenhofen – VfB Eppingen 1:0
- 2020–2022: wegen der Corona-Pandemie nicht ausgetragen[3]
- 2023: FC Memmingen – HSC Hannover 0:1
- 2024: Berliner SC – VfB Waltrop 3:2
- 2025: Berliner SC – Niendorfer TSV 0:6

### B-Junioren
Der Wettbewerb wird seit 2014 ausgespielt.
| - 2014: 1. FC Nürnberg – VfL Bochum 3:1 - 2015: 1. FC Nürnberg – SpVgg Greuther Fürth 3:0 - 2016: FC Radolfzell – 1. FC Köln 2:1 - 2017: FC Schalke 04 – 1. FC Saarbrücken 1:0 - 2018: 1. FC Köln – TuS Komet Arsten 1:0 | - 2019: SV Sandhausen – Alemannia Aachen 1:0 - 2020–2022: wegen der Corona-Pandemie nicht ausgetragen - 2023: 1. FC Frankfurt/Oder – DJK Ingolstadt 3:2 - 2024: JSG Neitersen – FC Energie Cottbus 4:2 - 2025: FC Memmingen – USC Paloma 3:0 |

### C-Junioren
Der Wettbewerb wird seit 2007 ausgespielt.
- 2007: Karlsruher SC
- 2008: 1. FC Nürnberg – SG Blaubach-Diedelkopf 3:1
- 2009: SV Darmstadt 98 – Wuppertaler SV Borussia 2:1
- 2010: Energie Cottbus – TSV 1860 Rosenheim 2:0
- 2011: TSV Havelse – Karlsruher SC 2:0
- 2012: SpVgg Greuther Fürth – RB Leipzig 3:0
- 2013: Holstein Kiel – FSV Hollenbach 3:0
- 2014: FC-Astoria Walldorf – Büdelsdorfer TSV 4:3 n. V.
- 2015: Hertha BSC – SV Sandhausen 7:0
- 2016: FC Augsburg – 1. FC Köln 2:1
- 2017: SC Fortuna Köln – SV Sandhausen 5:1
- 2018: Tennis Borussia Berlin – SpVgg Greuther Fürth 2:1
- 2019: Hertha BSC – FC Viktoria Köln 3:1
- 2020–2022: wegen der Corona-Pandemie nicht ausgetragen
- 2023: TSV 1860 München – FC Radolfzell 3:0
- 2024: FC Viktoria Köln – VfL Bochum 5:0
- 2025: FC Energie Cottbus – HSC Hannover 4:6

## Juniorinnen
Auch bei den Juniorinnen wurden Meisterschaften ausgespielt, diese fanden von 2017 bis 2019 in Wuppertal statt. Im Jahr 2025 feiert das Turnier der B-Juniorinnen ein Comeback und wird eine Woche nach den Junioren in der Sportschule Wedau, gleichzeitig mit der Deutschen Futsal-Meisterschaft der Frauen ausgetragen.

### B-Juniorinnen
Der Wettbewerb wird seit 2017 ausgespielt.
- 2017: SV Alberweiler – 1. FC Köln 3:0
- 2018: 1. FC Köln – SC Freiburg 2:1
- 2019: Hamburger SV – FC Speyer 09 2:0
- 2020: wegen der Corona-Pandemie nicht ausgetragen
- 2025: -:-

### C-Juniorinnen
Der Wettbewerb wird seit 2017 ausgespielt.
- 2017: 1. FC Köln – SC 13 Bad Neuenahr 1:0
- 2018: TSG 1899 Hoffenheim – DFC Westsachsen Zwickau 2:0
- 2019: 1. FC Köln – RB Leipzig 1:0
- 2020: wegen der Corona-Pandemie nicht ausgetragen